# Unsere Liebe Frau mit den Pfeilen

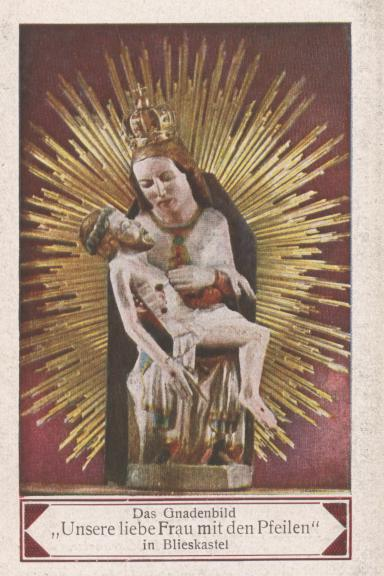
Wallfahrtsandenken, 1920

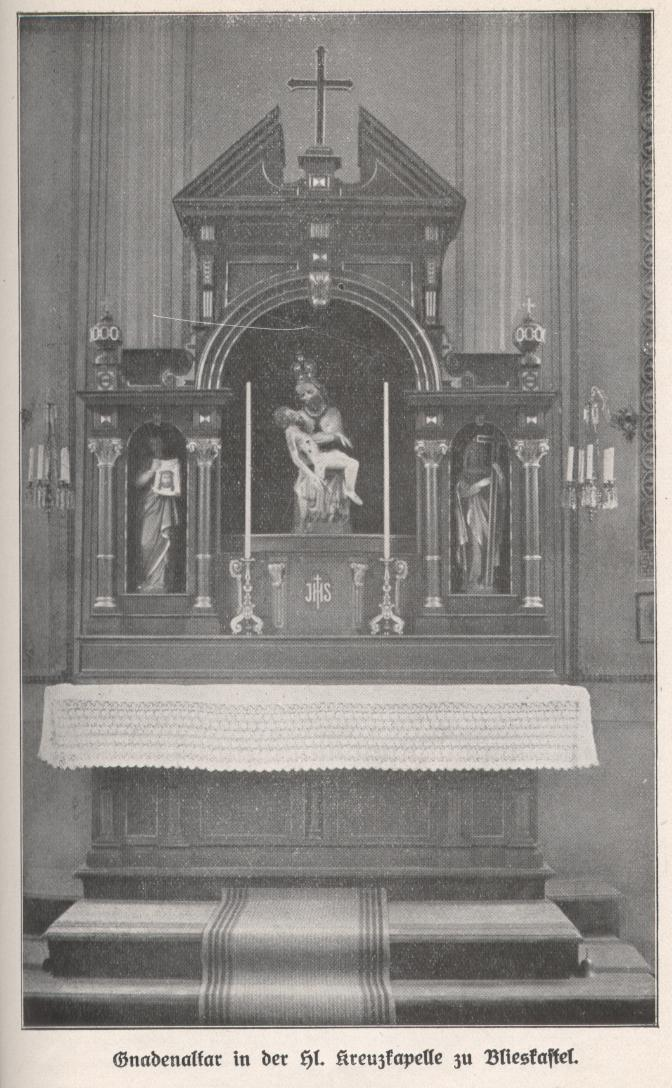
Aufstellung des Gnadenbildes 1913, auf einem aus der Benediktinerabtei Wiblingen dazu gekauften Altar

Unsere Liebe Frau mit den Pfeilen, kurz Pfeilenmadonna, ist der Name einer etwa 80 cm hohen, aus Eichenholz geschnitzten Pietà (Vesperbild) aus dem 14. Jahrhundert, die ursprünglich im Kloster Gräfinthal verehrt wurde und heute in der Heilig-Kreuz-Kapelle in Blieskastel aufbewahrt wird.

## Beschreibung
Die Skulptur – eine bekrönte Maria aus Eichenholz, 80 cm hoch und etwa 40 cm breit, die den Leichnam Jesu auf ihrem Schoß hält – ist farbig gefasst; die Krone besteht aus vergoldetem Silber. In der Skulptur stecken fünf eiserne, mittelalterliche Pfeilspitzen; an einer dieser Pfeilspitzen befindet sich noch deutlich sichtbar der abgebrochene Schaft.

## Wunder von Brudermannsfeld
Einer Legende, dem Wunder von Brudermannsfeld, nach wurde Unsere Liebe Frau mit den Pfeilen von einem Ritter geschaffen, der Eremit wurde und das Bildnis in seiner Klause nahe dem heutigen Bliesmengen-Bolchen mit großer Kunstfertigkeit schnitzte und zur Andacht in einer Baumnische aufstellte. Eine Räuberbande soll den Eremiten überfallen und aus Wut darüber, dass sie bei ihm nicht das Geringste fand, die Armbrust auf die Gottesmutter angelegt haben. Dort, wo ein Pfeil das Herz Jesu traf, sei Blut hervorgequollen; daraufhin seien die Räuber geflohen. Weiter heißt es, ein blinder Mann, der von diesem Ereignis erfuhr, habe sich zu der Figur führen lassen, an die blutende Stelle gefasst und dadurch wieder sehen können.
Auch die junge Gräfin Elisabeth von Blieskastel († 1273) soll von dem wundertätigen Bildnis gehört und es besucht haben; dabei sei sie von ihrem schmerzhaften Augenleiden befreit worden. Die Legende bringt die Gründung des Klosters Gräfinthal in Zusammenhang mit diesem Ereignis.

## Geschichte
1671 erschien ein Gräfinthaler Mirakelbuch im Druck, das heute nur noch in einem einzigen beschädigten Exemplar vorliegt, von zahlreichen Wundern bei Anrufung der Gottesmutter berichtet und zur Popularität des Wallfahrtsortes beitrug.
Die Reformation und Aufklärung, insbesondere die Katholische Aufklärung und damit einhergehend die Abwendung von materiell-äußerlichen Manifestationen des Glaubens führten 1784 zu einem eingeschränkten Verbot von Wallfahrten durch den Bischof von Trier, Clemens Wenzeslaus von Sachsen. Ein Jahr später wurde das zum Metzer Bistum gehörige Kloster Gräfinthal aufgelöst. Die Gräfinthaler Wilhelmiten siedelten 1786 als regulierte Chorherren in das Städtchen Blieskastel um und brachten das Bild mit in die Sebastianskirche. Die in Blieskastel residierende Gräfin Marianne von der Leyen stiftete Unserer Lieben Frau mit den Pfeilen die Krone und das Rückbrett aus Kiefernholz. Die Krone trägt in französischer Sprache folgende Inschrift: „Der seligen Jungfrau gewidmet von der Gräfin von der Leyen und Hohengeroldseck, geborene Freiin von Dalberg, im Jahre 1787“ (frz.: „Offert à la Ste. Vierge par la Cte de Leyen et de Hohengeroldseck, née Baronesse de Dalberg, l´année 1787“). Das Gnadenbild hätte in der neuen Stiftskirche, mit deren Bau 1788 begonnen wurde, seinen Platz finden sollen.
Die Französische Revolution vereitelte dies. Die Ausleerungskommission der Französischen Republik ließ das Gnadenbild stattdessen 1794 zur Versteigerung ausrufen. Den Zuschlag erhielten die Jungfern von Blieskastel. Nach Auflassung der Sebastianskirche im Jahre 1809 wurde das Gnadenbild in die neue Pfarrkirche von Blieskastel – die Schlosskirche – übertragen und zur Verehrung am linken Seitenaltar aufgestellt. 1829 fand das Gnadenbild in der Heilig-Kreuz-Kapelle eine neue Heimat. Hier stand es unbeachtet mit Kleidern verhüllt an der linken Seitenwand ziemlich hoch auf einer Konsole und geriet schließlich in Vergessenheit. Nach ihrer Wiederentdeckung wurde sie 1911 einer Restaurierung in München unterzogen, bei der vor allem die Patina entfernt wurde. Nach Abschluss der Arbeiten 1913 setzte wieder eine starke Pilgerbewegung ein, und Blieskastel entwickelte sich zu einem Wallfahrtsort.
Während 1962 die Pietà von dem damaligen Leiter des Denkmalschutzes, Martin Klewitz, auf „das späte 14. Jahrhundert“ bzw. „um 1400“ datiert worden war, schätzte Heinrich Klein in einem Beitrag über das Kloster Gräfinthal im Heimatbuch Bliesmengen-Bolchen 1980, die Liebe Frau mit den Pfeilen müsse vom Beginn des 14. Jahrhunderts stammen. Der Kunsthistoriker Josef Adolf Schmoll genannt Eisenwerth datierte die Entstehung der Skulptur 1994 in die Mitte des 14. Jahrhunderts, näherhin in die Jahre zwischen 1340 und 1360.
1925 gab das Saargebiet und 1949 das Saarland Briefmarken mit dem Motiv Unsere Liebe Frau mit den Pfeilen aus.
Brudermannsfeld liegt heute an der südlichen Route des Jakobsweges, der von Hornbach (Pfalz) durch die Gemeinde Mandelbachtal im Bliesgau über Sarreguemines zum Zwischenziel Metz führt. Der Ort ist wie eine Grotte gestaltet. Ein Bild der Madonna und eine erklärende Objekttafel des Verkehrsvereins Mandelbachtal weisen auf das Wunderereignis hin. Auf Brudermannsfeld befindet sich als Einzeldenkmal ein Wegekreuz aus dem 17./18. Jahrhundert.

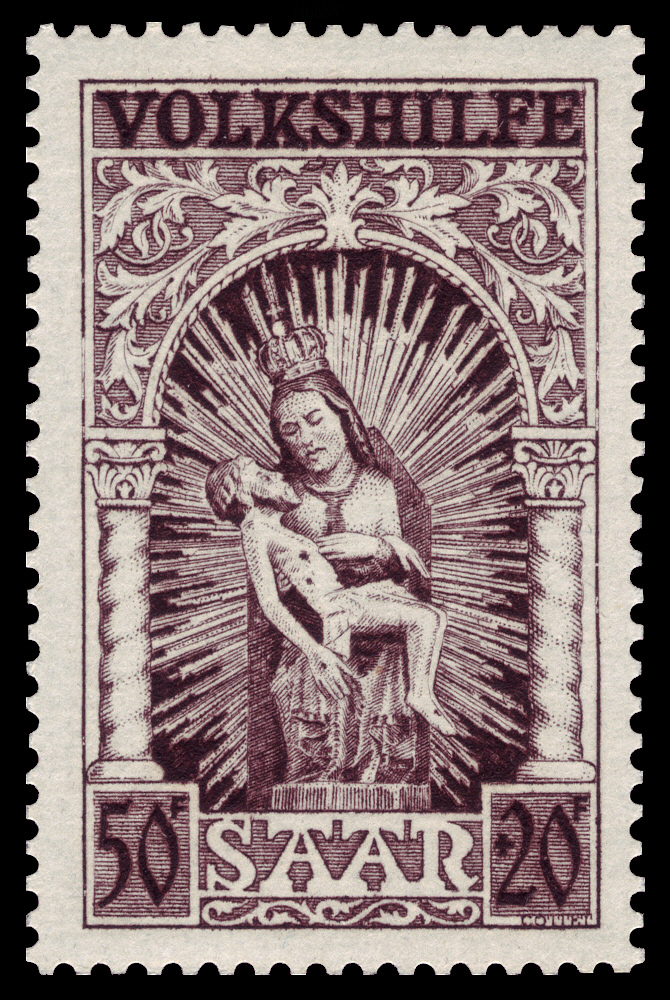
Stilisierte Darstellung auf einer Briefmarke von 1949 (Gestaltung: René Cottet)
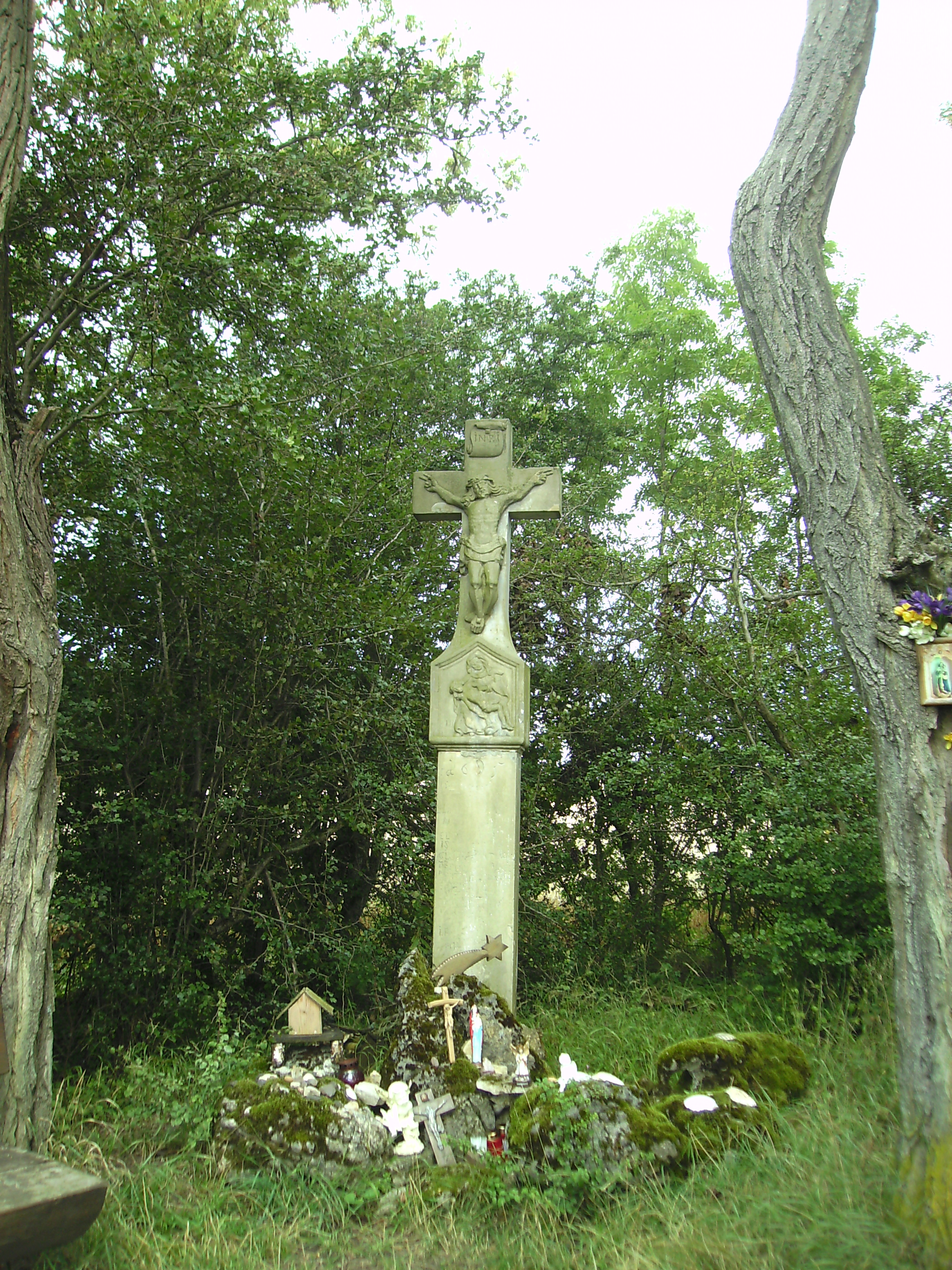
Wegekreuz (18. Jahrhundert) in Brudermannsfeld bei Bebelsheim
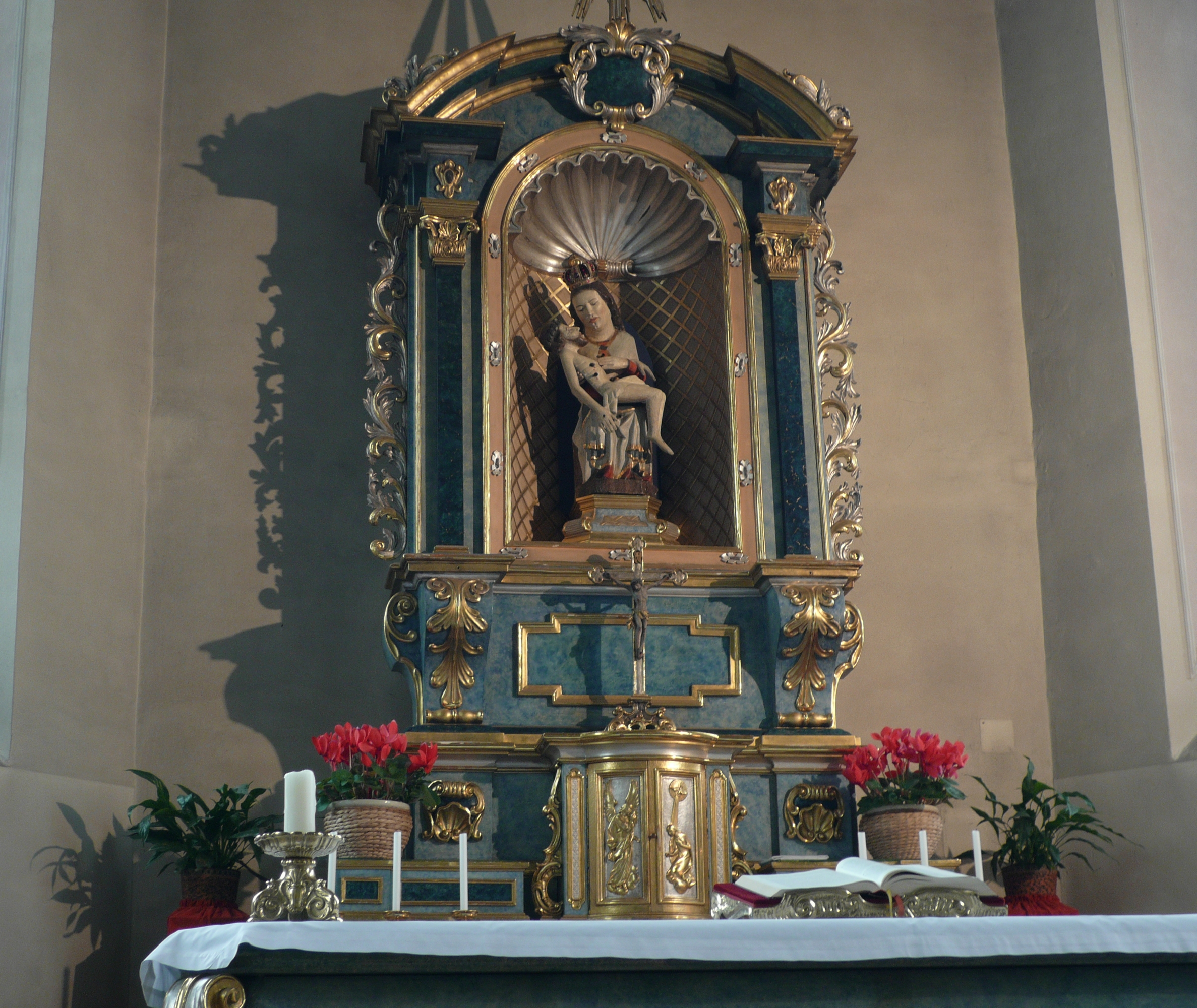
Altarraum mit Pfeilenmadonna heute

## Bewertung
Der künstlerische Ausdruck dieses Vesperbildes wird hoch bewertet. Die relativ großen Hände und Füße betonen die Wundmale, die Wunde in der Seite zeigt zum Betrachter hin. Damit ist der Andachtsgegenstand deutlich hervorgehoben. Die im Verhältnis zu Maria körperlich kleine Christusfigur weist Analogien zu den mystischen Schriften des Bernhardin von Siena auf, der schrieb, Maria habe sich ihren toten Sohn als Kind zurückerträumt. Menschwerdung und Leiden Christi als Erlösungstatsachen verschmelzen hier ineinander. Bernhardin von Siena wirkte allerdings hauptsächlich Anfang des 15. Jahrhunderts, während die Entstehungszeit der Pfeilenmadonna ins 14. Jahrhundert fällt. Daher könnte die relativ kleine Christusfigur auch ein Hinweis darauf sein, dass das Marienbildnis Vorbild für die Vesperbilder gewesen sein könnte. Thomas Meyer wies 2002 in seiner Beschäftigung mit dem Gräfinthaler Mirakelbuch von 1671 nach, dass die einzelnen Elemente der Legende (Waldbruder, Madonna, Räuber, Blutwunder, Heilung, die Blieskasteler Grafen) literarisch unverbunden nebeneinander stehen und auf weitverbreitete religionsgeschichtliche Motive zurückgehen, so dass ein konkreter historischer Zusammenhang sowohl der einzelnen Elemente untereinander als auch mit der vorliegenden Madonnenfigur nicht zwangsläufig gegeben sein muss.